# Varronia serrata
Varronia serrata är en strävbladig växtart som först beskrevs av Carl von Linné, och fick sitt nu gällande namn av A. Borhidi. Varronia serrata ingår i släktet Varronia och familjen strävbladiga växter. Inga underarter finns listade i Catalogue of Life.